# تیوکلیا
تیوکلیا (به لاتین: Tyuklya) یک منطقهٔ مسکونی در جمهوری آذربایجان است که در شهرستان ماساللی واقع شده‌است.